# Acalolepta y-signata
Acalolepta y-signata là một loài bọ cánh cứng trong họ Cerambycidae.